# M.E. Grøns og Hustrus Friboliger
M.E. Grøns og Hustrus Friboliger var en stiftelse i København, som blev oprettet af grosserer M.E. Grøn og hustru ved fundats af 11. december 1860. Den var i kælder og fem etager indeholdt friboliger og boliger til nedsat leje for værdige og trængende, over 50 år gamle ægtefolk, enker eller ugifte kvinder.
Fra 1. januar 1937 blev – efter afhændelse af de to Grønske stiftelsers ejendomme – med Socialministeriets godkendelse oprettet otte friboliger i Gammel Kloster under navn af Grosserer M.E. Grøn og Hustrus Legatboliger, som i 1948 indgik helt indgik Gammel Kloster. 
Stiftelsen havde adresse: Solitudevej 13-15 og Slotsgade 32. Bygningerne blev nedrevet som led i saneringen af den sorte firkant.